# Malariaterapi
Malariaterapi utvecklades av den österrikiske läkaren Julius Wagner-Jauregg för att behandla neurosyfilis, en biverkan av syfilis. För detta belönades han 1927 med nobelpriset i medicin. Malariaterapi ersattes senare gradvis av antibiotika, och slutade definitivt att användas inom etablerad skolmedicin på 1970-talet.
Det har varit känt sedan Hippokrates att febersjukdomar kan leda till en förbättring av andra sjukdomar, om patienten överlever. Anledningen tros vara en massiv aktivering av hela kroppens immunförsvar.
Wagner-Jauregg spekulerade under tidigt 1900-tal i att febertillstånd skulle kunna bota psykoser, men hade ingen framgång. Han övergick då till att pröva malaria som botemedel mot syfilis, och började injicera patienter med försvagade stammar. I vissa fall kunde han se tydliga förbättringar.
Under tidigt 1900-tal var syfilis en allvarlig och vanlig sjukdom helt utan behandling. Wagner-Jaureggs metod mottogs därför med öppna armar. I efterhand kan konstateras att någon noggrann utvärdering av metoden aldrig gjordes, och det därför är oklart hur effektiv den egentligen är. Det är dessutom uppenbart att den är potentiellt farlig, där patienter kan avlida om de visar sig ha ett svagt immunförsvar.

## Alternativmedicin
Under senare år har metoden återuppväckts av Henry Heimlich, också känd som mannen bakom heimlichmanövern. Han har tillsammans med forskargrupper i bland annat Kina använt malariaterapi för att behandla aids. För detta utsattes Heimlich för hård kritik för bristande etik. Heimlich ansåg även att malariaterapi kan användas för att behandla borrelia och vissa typer av cancer.
I USA marknadsförs också malariaterapi av vissa företag gentemot patienter som fått kroniska borreliabesvär . Dessa lockas bland annat till Mexiko för att där få malariaterapi Även i detta fall har kritik riktats för bristande etik.